# Farčnik
Farčnik je priimek v Sloveniji, ki ga je po podatkih Statističnega urada Republike Slovenije na dan 1. januarja 2010 uporabljalo 65 oseb in je med vsemi priimki po pogostosti uporabe uvrščen na 6.214. mesto.

## Znani nosilci priimka
- Aleš Farčnik, pevec
- Andrej Farčnik, služabnik mehiškega cesarja Maksimilijana in sadjar v Argentini
- Dušan Farčnik (1919—1997), gradbenik, projektant mostov
- Blaž Farčnik (1879—1945), rimskokatoliški duhovnik in slikar
- Franc Farčnik - Kristuš (1899—1942), rudar, politični aktivist
- Franc Farčnik (1934—2023), stomatolog, otrodont, univ. prof.
- Ivan Farčnik - Buč, borec